# مینیاپولیس (کارولینای شمالی)
مینیاپولیس (به انگلیسی: Minneapolis) یک منطقهٔ مسکونی در ایالات متحده آمریکا است که در شهرستان آوری، کارولینای شمالی واقع شده‌است. مینیاپولیس ۱٬۱۱۷ متر بالاتر از سطح دریا واقع شده‌است.